# ドラえもん ぼく、桃太郎のなんなのさ
- ドラえもん > 映画 > 原作短編 > ドラえもん ぼく、桃太郎のなんなのさ

『ドラえもん ぼく、桃太郎のなんなのさ』（ドラえもん ぼく、ももたろうのなんなのさ）は、1981年8月1日に公開された『ドラえもん』の映画第3作。上映時間46分の中編。長編映画『21エモン 宇宙へいらっしゃい』の併映作品。

## 概要
『ドラえもん』の映画第1作『のび太の恐竜』は1980年3月、同第2作『のび太の宇宙開拓史』はその1年後の3月に公開されたが、本作は第2作の公開後約5か月後に夏休み映画として公開された中編作品（1981年は『ドラえもん』の映画が2本公開されたことになる）。第1作と第2作は長編映画であり、翌年以降も『ドラえもん』の長編映画は3月公開が恒例となるが、夏に公開された中編映画の本作のみが例外となるため、本作は長編シリーズとは区別して扱われることが多い。
監督は神田武幸。タイトルは、ダウン・タウン・ブギウギ・バンドのヒット曲「港のヨーコ・ヨコハマ・ヨコスカ」の1フレーズ“あんた、あの娘のなんなのさ?”のパロディ。
本映画は、1975年に執筆された漫画『ドラとバケルともうひとつ』「ぼく、桃太郎のなんなのさ」（詳細は#漫画にて後述）を、『ドラえもん』単体の物語としてアレンジした作品である。『バケルくん』の登場人物の役割は「ドラえもん」のレギュラーキャラクターに、バケルくんの能力はドラえもんの道具に置き換えられている。
本映画はドラえもん (1979年のテレビアニメ)のスタッフにより作られた。テレビアニメでは放送時間帯変更に伴い1981年10月8日放送分よりキャラクターデザインが変更されたが、本作では変更後のデザインが一足早く使用された。

## あらすじ
夏休みの宿題として、自分の町の過去を調べることになったのび太。ドラえもんのひみつ道具「タイムカメラ」で過去の光景を撮影したところ、なんと宝を荷車に積んだ桃太郎一行の姿が写っていた。
一方、のび太のママが偶然出会った外国人が持っていた小さな絵には、桃太郎の格好をした侍が描かれていた。その写真のような絵は、外国人が先祖から代々受け継いできた物だという。
「桃太郎は実在の人物かも知れない」そう思い始めたのび太とドラえもんは、しずか、スネ夫、ジャイアンと共にタイムマシンで過去の日本へと向かうのだった。

## 声の出演
- ドラえもん - 大山のぶ代
- のび太 - 小原乃梨子
- しずか - 野村道子
- スネ夫 - 肝付兼太
- ジャイアン - たてかべ和也
- パパ - 加藤正之
- ママ - 千々松幸子

## ゲストキャラクター
オランダ人
声優 - 桑原たけし
のび太のママが出会ったオランダ人。先祖代々受け継いだという写真のような不思議な絵に、日本の侍らしき人物（＝桃太郎）が写っていることから、その謎を解くため日本へ来た。642年前にドラえもん達に助けられたオランダの船長の子孫（なお、1338年当時は今日でいうところの「オランダ」はまだ存在していなかった）。方向音痴は先祖譲りである。
鬼
声優 - 大宮悌二
鬼が島に住み、村人から人間を襲う妖怪と思われていた。その正体はオランダの船長であり、方向音痴でスペインに向かう最中に嵐で乗組員と散り散りになり、島に流れ着いた。助けを呼ぶも、当時は鉄砲伝来からはるか前の時代であった故に、ヨーロッパ人を見たこともない当時の村人に恐れられて「鬼」と勘違いされて石や竹槍などを投げられ、自分の身を守るために鬼になりすましたという悲劇がある。オランダには妻と子供がおり、恋しがっていた。ドラえもんのどこでもドアで無事オランダへ帰還した。この時に桃太郎一行に扮したドラえもん達の写真を貰い、それが先述のオランダ人の家に受け継がれる。
村長
声優 - 辻村真人
鬼が島のそばの村の村長。神経質でドラえもん達を鬼の仲間と勘違いした。
村人
声優 - 野本礼三、西尾徳、沢りつお、井上和彦
鬼が島のそばの村に住む村人。彼らも村長同様神経質でドラえもん達を鬼の仲間と勘違いして、逃げ出したドラえもん達を捕まえようと追いかけ回した。
おじいさん、おばあさん
声優 - 加藤正之、千々松幸子
川で拾った桃（モモボート）から現れた男子（のび太）を神の授かりものと勘違いして、桃太郎と名付ける。彼が鬼退治に行くと聞くと、武具ときび団子を与えた。
21エモン
声優 - 井上和彦
併映作品『21エモン 宇宙へいらっしゃい』の登場人物。ドラえもん達が時代を間違えて21世紀に来た時に、周囲を見回すドラえもんの後ろを通り過ぎている。『21エモン』側にも同一のシーンが存在してリンクしている。

## スタッフ
- 原作 - 藤子不二雄
- 脚本 - 城山昇
- レイアウト - 富永貞義
- 作画監督 - 中村英一
- 美術監督 - 工藤剛一
- 撮影監督 - 高橋明彦、小池彰
- 録音監督 - 大熊昭
- 音楽 - 菊池俊輔

- 監修 - 楠部大吉郎
- プロデューサー - 別紙壮一、菅野哲夫
- 監督 - 神田武幸
- 編集 - 森田清次
- 効果 - 柏原満
- 制作協力 - 藤子スタジオ、旭通信社
- 制作 - シンエイ動画、小学館、テレビ朝日

## 主題歌
オープニングテーマ「ぼくドラえもん」
作詞 - 藤子不二雄 / 作曲 - 菊池俊輔 / 歌 - 大山のぶ代、こおろぎ'73（コロムビア・レコード）
エンディングテーマ「青い空はポケットさ」
作詞 - 高田ひろお / 作曲 - 菊池俊輔 / 歌 - 大杉久美子（コロムビア・レコード）
挿入歌「ドラえもんのうた」
作詞 - 楠部工 / 作曲 - 菊池俊輔 / 歌 - 大杉久美子

## 漫画
アニメ映画の原作は、藤子不二雄名義で1975年8月に『小学四年生』9月号に発表された漫画『ドラとバケルともうひとつ』「ぼく、桃太郎のなんなのさ」である。藤本弘（のちの藤子・F・不二雄）による単独執筆作。てんとう虫コミックス『ドラえもん』9巻、藤子・F・不二雄大全集『ドラえもん』5巻に収録。
この漫画は『ドラえもん』と『バケルくん』（共に藤本単独執筆作）の合体企画で、両作のキャラクターが共演している。漫画は下記の3つのパートで構成されている。
時間写真のなぞ
『ドラえもん』の登場人物で展開。夏休みが終わりに近づいた8月下旬。ドラえもんとのび太は、タイムカメラ（初期の単行本では「時間カメラ」と「タイムカメラ」の両方の呼称が用いられている）で撮影した637年9か月24日前の写真に桃太郎らしき人物が写っていることを発見する。
へんな外人のなぞ
『バケルくん』の登場人物で展開。バケル一家は、オランダ人から家に約600年伝わる写真を見せてもらって驚く。
桃からうまれた○○○
ドラえもん、のび太、バケルの3人は桃太郎の謎を解くため、タイムマシンで637年前（延元3年）の日本へと向かう。

## テレビアニメ
ぼく、桃太郎のなんなのさ2008
2008年3月7日、テレビの1時間スペシャルにて放送された。「舞台は637年前」「タイムマシンが故障する」という設定は漫画版に即しており、1981年の映画とは異なっている。また、「オランダ人が最初から日本語を話せる」点が漫画とも映画とも異なっている。
2010年7月21日発売のDVD『TV版NEWドラえもん プレミアムコレクション 冒険スペシャル〜戦え!時空を超えて』（PCBE-53180）に収録されている。